# 行勝 (木食)
行勝（ぎょうしょう、大治5年（1130年）- 建保5年5月7日（1217年6月12日））は、平安時代末期から鎌倉時代初期の真言宗の木食僧。止雨法の霊験などで知られたという。幼名は万寿麻呂、法名を真俊。摂津国高木（現在の[兵庫県西宮市］生まれ。

## 経歴
上洛して仁和寺で華蔵院宮の侍童となり密教などを学んで心覚から灌頂を受ける。その後修験道に励み各地の霊山を訪ね紀伊高野山の一心院谷に草庵を結ぶと、平安時代末期の戦乱で荒廃していた高野山の堂塔伽藍の復興に尽力した。
穀類を絶ち木の実以外口にしない木喰戒に従ったので「木喰上人」と呼ばれた。